# Ravinia Festival

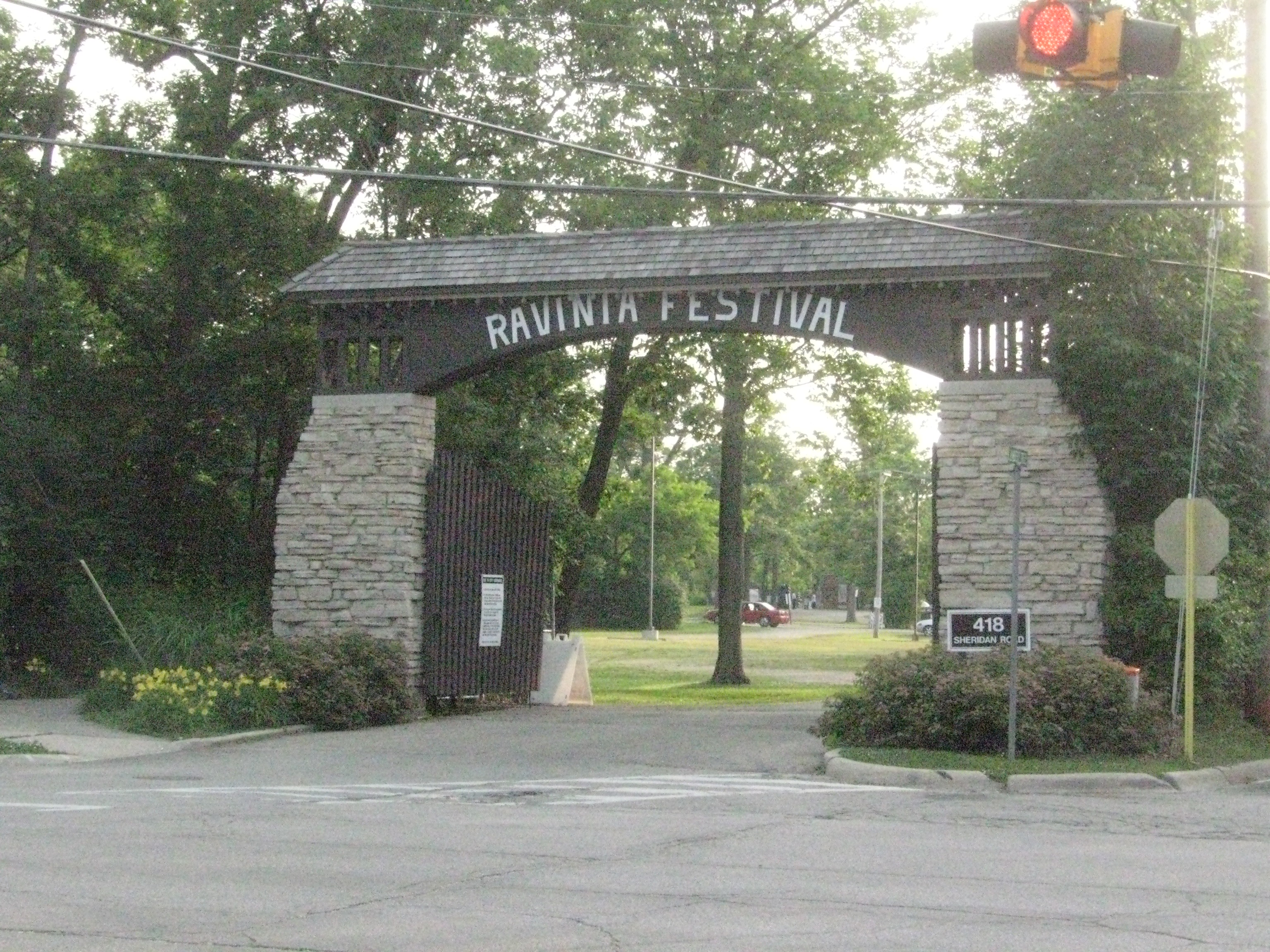
Nordöstlicher Eingang zum Festivalgelände, dahinter Parkplätze

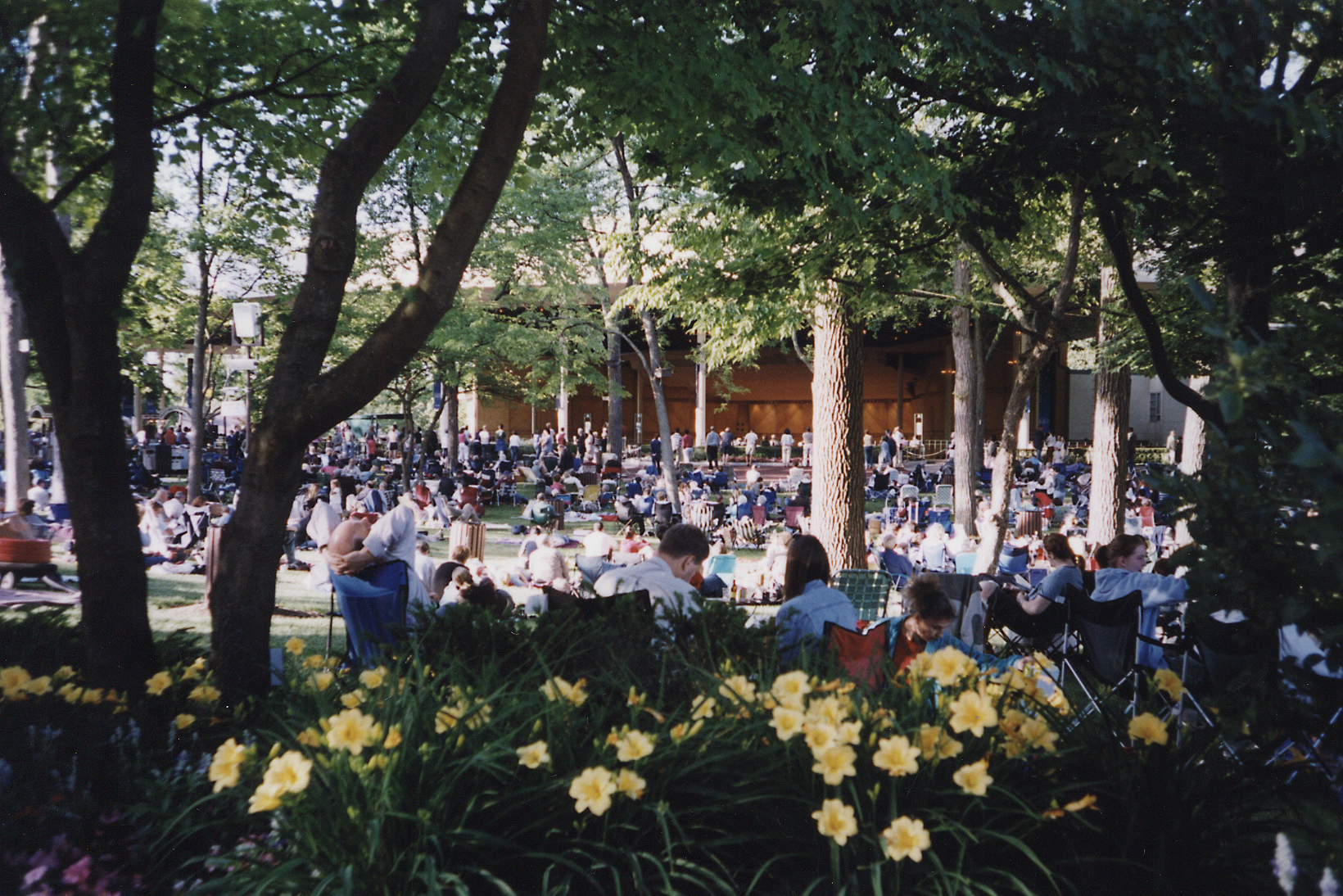
Szene beim Ravinia Festival 2006

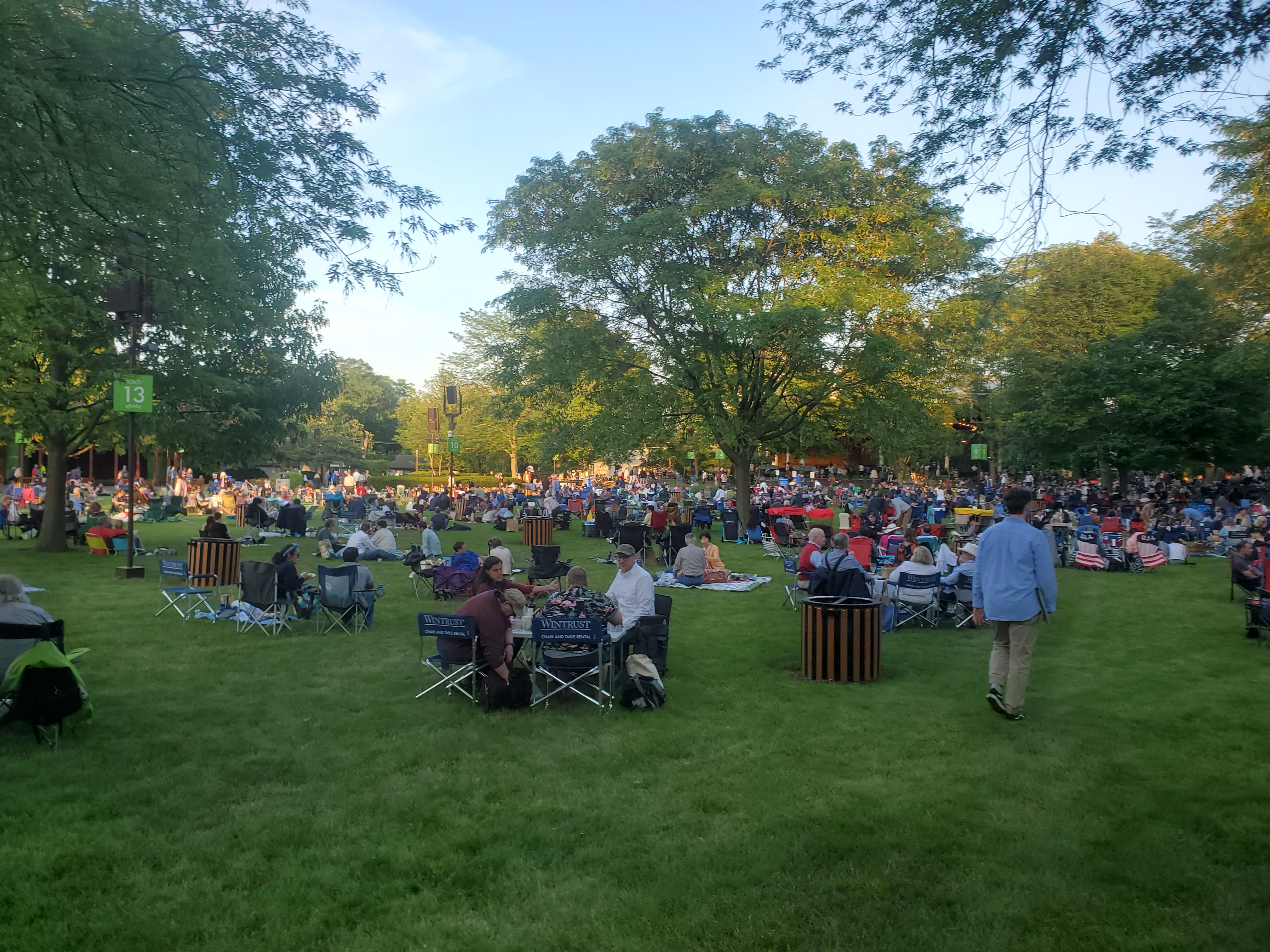
Besucher auf dem Rasen des Festivalgeländes

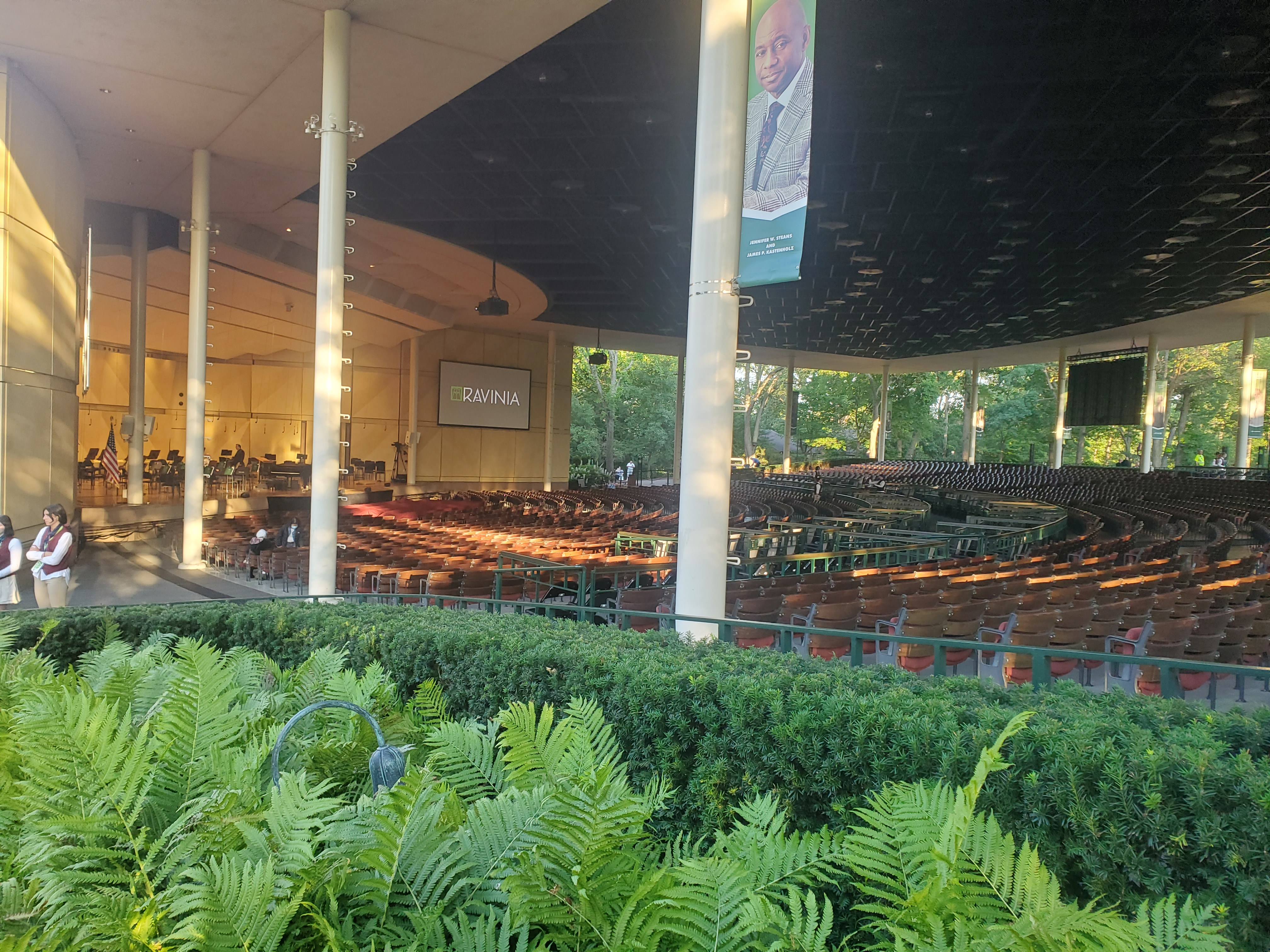
Der Pavillon, die größte Spielstätte

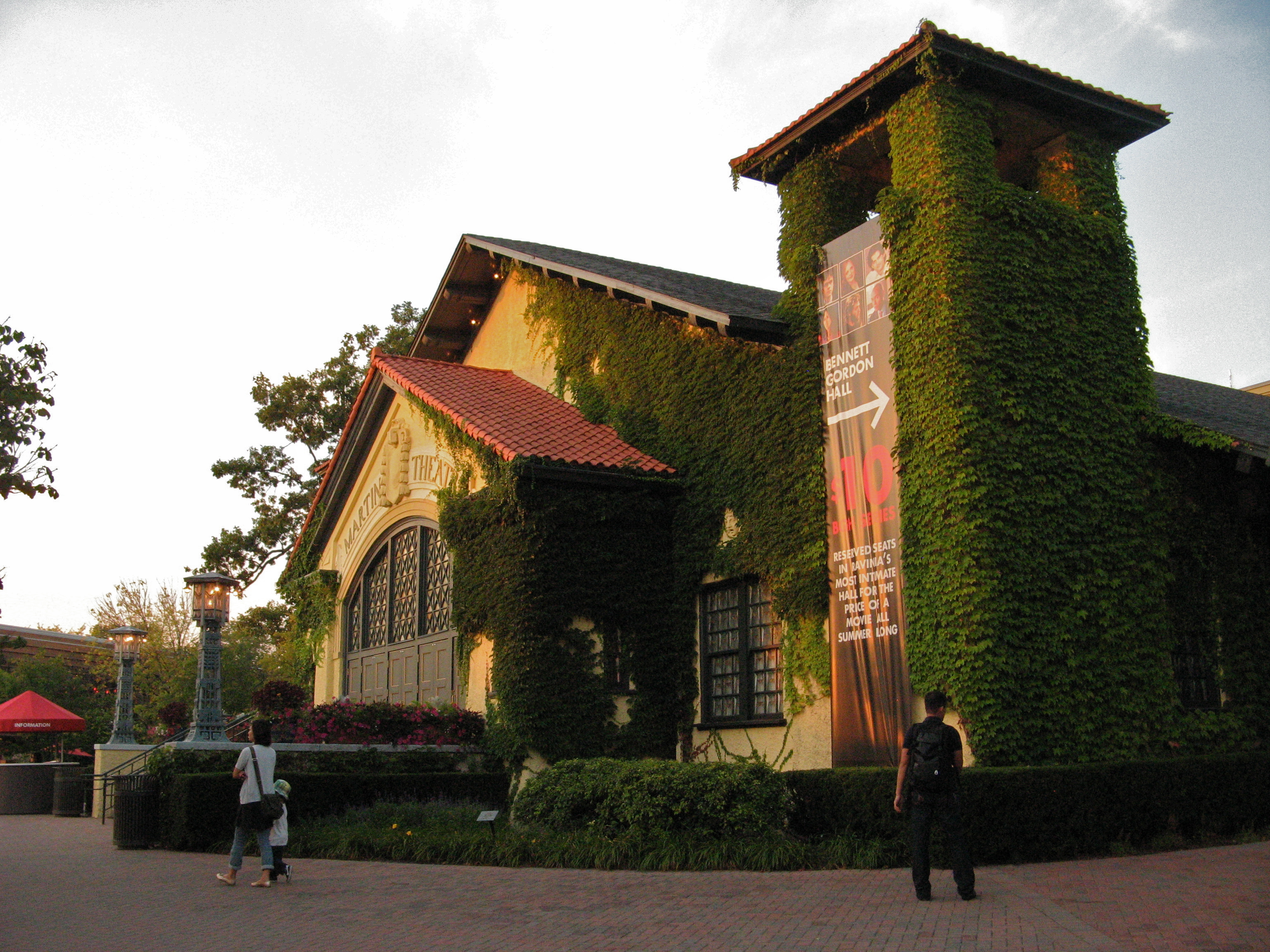
Das Martin Theatre

Das Ravinia Festival, kurz Ravinia, ist ein traditionsreiches Freiluft-Musikfestival in den Vereinigten Staaten, das jährlich in Highland Park (Illinois) stattfindet. Zwischen Juni und September werden Konzerte verschiedener Musikrichtungen von Klassik bis zu Rock und Pop veranstaltet. Das Festivalgelände ist der 15 Hektar große Ravinia Park, auf dem sich drei Spielstätten befinden. Viele Besucher genießen die Konzerte bei einem Picknick auf dem Rasen des Festivalgeländes.
Das Ravinia Festival ist das älteste Freiluft-Musikfestival in Nordamerika. Seine Geschichte begann im Jahr 1904 mit der Eröffnung eines Vergnügungsparks. Im nächsten Jahr traten erstmals große Orchester auf: im Juni 1905 die New Yorker Philharmoniker, im November das Chicago Symphony Orchestra.

## Veranstaltungen
Während des dreimonatigen Festivals werden jährlich bei mehr als 120 Vorstellungen etwa 600.000 Zuschauer gezählt. Die Vielfalt der Musikstile reicht von klassischer Orchester- und Kammermusik über Oper und Ballett bis zu Jazz, Blues, Folk und Rockmusik. Renommierte Ensembles und Solisten aus aller Welt (siehe unten) treten beim Ravinia Festival auf.

## Ort
Das Festival findet im Ravinia Park statt, der sich im Ravinia District der Stadt Highland Park befindet. Namensgebend für den Park und den Stadtbezirk ist das ehemalige Dorf Ravinia, das 1899 von der Stadt Highland Park eingemeindet wurde. Das Ufer des Michigansees befindet sich rund einen Kilometer östlich.

### Festivalgelände
Der 15 Hektar große Ravinia Park ist eine Parklandschaft mit großen Rasenflächen, die es den Besuchern ermöglicht, ihre Konzertbesuche individuell zu gestalten. Auf dem Gelände befinden sich zahlreiche Restaurants, Imbissküchen und Bars. Auch das Mitbringen von Speisen ist erlaubt. Insbesondere Familien machen es sich gern auf dem Rasen bequem und verzehren dort ihr Picknick, was auch während der Konzerte üblich ist. Stühle und Tische können gemietet werden.
Bereits 1995 führte das Ravinia Festival als erstes Outdoor-Festival in den USA ein Rauchverbot ein. Seit 2008 gilt das Rauchverbot aufgrund einer Anordnung der Stadt Highland Park auch auf Parkplätzen und in den Parks der Stadt.

### Spielstätten
Auf dem Gelände befinden sich drei Spielstätten:
- Der Pavilion (Pavillon) ist ein 3350 Zuschauer fassendes Halbrund mit Freiluftcharakter, da die Bühne und der Zuschauerbereich nur überdacht sind. Der Pavillon dient als Hauptspielstätte für Konzerte aller Stilrichtungen. Während des Festivals wird er intensiv vom Chicago Symphony Orchestra genutzt.[8]
- Das Martin Theatre mit 850 Sitzplätzen wurde im Prärie-Stil erbaut[9] und bereits im ersten Festivaljahr 1904 eröffnet.[10] Damals hieß es noch Ravinia Theatre (so die ursprüngliche Inschrift am Eingangsportal) oder Ravinia Park Theater (so auf einem Programmzettel aus dem Jahr 1905).[2] 1992 wurde es renoviert. Es wird in erster Linie für Kammermusik und Solo-Recitals genutzt.[10]
- Die Bennett Gordon Hall mit 450 Sitzplätzen wurde 1988 eröffnet. Während des Festivals wird sie vor allem vom Ravinia’s Steans Music Institute für Meisterkurse genutzt.[11][12]

Alle Konzerte im Pavillon und im Martin Theatre werden mit einem modernen Beschallungssystem auf die großen Rasenflächen des Geländes übertragen, so dass Tausende von Gästen die Musik auch unter freiem Himmel hören und dabei picknicken können. Bei manchen Konzerten kommt zusätzlich eine Videowand am Pavillon zum Einsatz.

### Umgebung

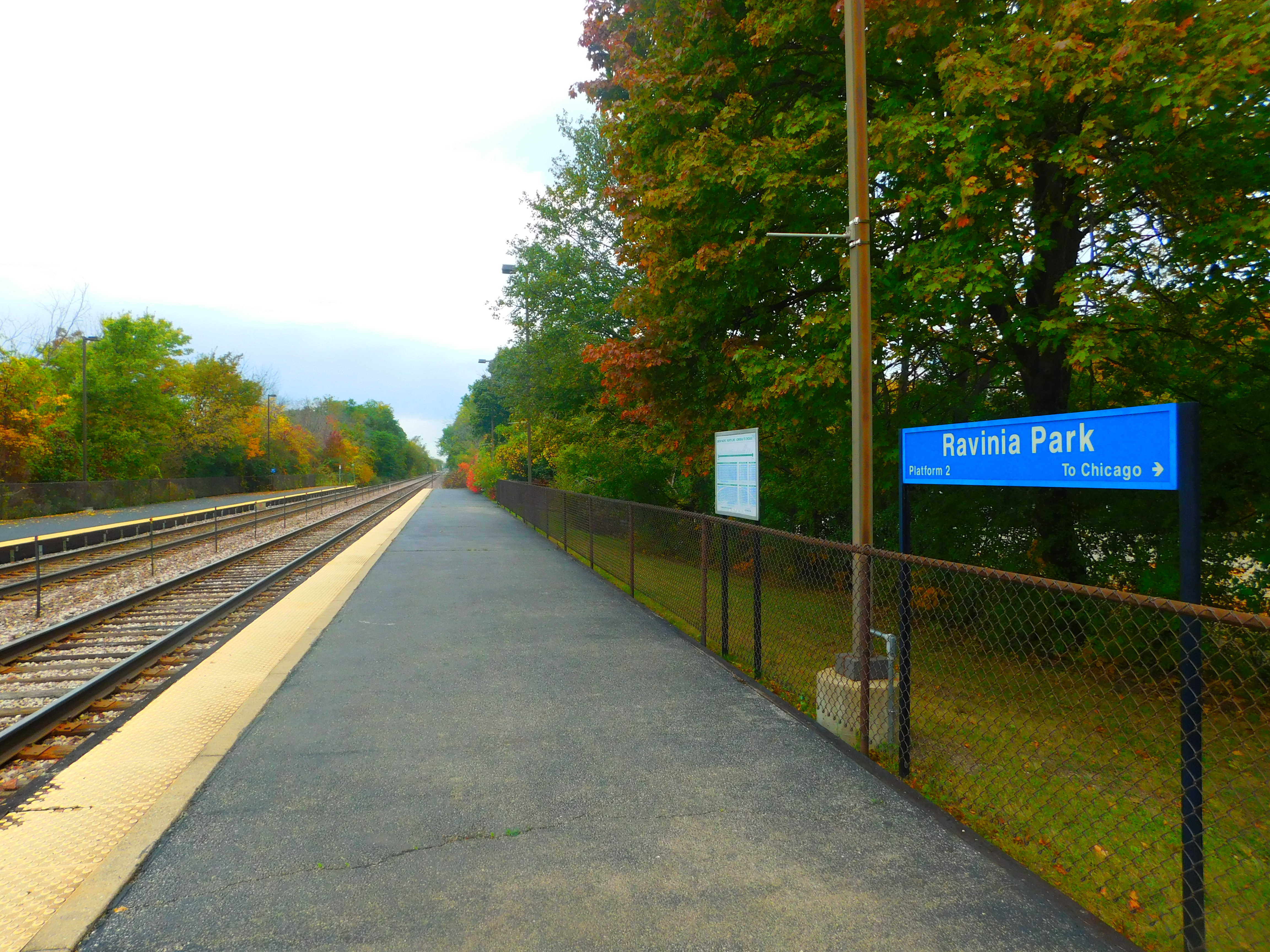
Eisenbahn-Haltepunkt Ravinia Park

In unmittelbarer Nähe des Haupteingangs befindet sich die Eisenbahn-Haltestelle Ravinia Park. Damit ist das Gelände an das Nahverkehrssystem METRA der rund 35 Kilometer südlich liegenden Metropole Chicago angeschlossen. Nach dem Verlassen der Eisenbahnstation treffen die Besucher auf ein 20 Meter langes ovales Becken mit Wasserspiel: Fontänen „tanzen“ abgestimmt auf Musik, auch Beleuchtung mit wechselnden Farben gehört zur Choreografie. Passanten können dieses Gesamtkunstwerk auch außerhalb der Festivalzeit sehen.
In der Nähe der Eisenbahn-Haltestelle Ravinia, rund einen Kilometer vom Haupteingang des Festivalgeländes entfernt, befinden sich Restaurants und Geschäfte an der Roger Williams Avenue.

## Geschichte
Die Entstehung des Festivals hängt mit dem Bau der ersten Bahnlinien für elektrische Straßenbahnen am Westufer des Michigansees zusammen. 1889 wurde die Station Ravinia eröffnet. 1898 stellte die Chicago & Milwaukee Electric Railway Company die Verbindung zwischen Lake Bluff und Highland Park fertig. Die A.C. Frost Company erwarb als Eigner dieser Eisenbahngesellschaft Land in Highland Park, um darauf einen Freizeitpark zu errichten. Damit wollte sie die Attraktivität der neuen Bahnlinie insbesondere für die Einwohner Chicagos steigern. Der Vergnügungspark wurde am 15. August 1904 eröffnet: mit Baseballfeld, Tanzhalle, Rollschuhbahn, Rutsche und einem elektrischen Karussell, ferner gab es ein Casino, einen Musikpavillon, ein Theater und ein kleines Hotel.
Als das Konsortium 1911 in eine finanzielle Krise schlitterte, fand sich eine Gemeinschaft Chicagoer Geschäftsleute zusammen, die nicht nur die Straßenbahn in ihre eigene Regie und die Verantwortung für das Sommerprogramm in dem Park übernahmen, sondern auch das Angebot mit künstlerischen Aktivitäten mit geringfügigen Einschnitten während der Weltwirtschaftskrise sogar noch erweiterten.
Seit 1936 hat das Chicago Symphony Orchestra in jedem Jahr an dem Festival teilgenommen und verbringt hier seine gesamte Sommer-Spielzeit.

## Personen

### Künstlerische Leiter
| - Walter Hendl, Künstlerischer Leiter (1959–1963) - Seiji Ozawa, Musikdirektor (1964–1968) und Chefdirigent (1969) - István Kertész, Chefdirigent (1970–1972) - James Levine, Musikdirektor (1973–1993) | - Christoph Eschenbach, Musikdirektor (1995–2003) - James Conlon, Musikdirektor (2005–2015) - Ramsey Lewis, Künstlerischer Leiter Jazz - Marin Alsop, Chefdirigentin (seit 2020) |

### Künstler
Auf dem Festival traten u. a. auf:
| - Marian Anderson - Louis Armstrong - The Association - Joan Baez - Anita Baker - The Ballet Russe - Burt Bacharach - The Beach Boys - Jeff Beck - Tony Bennett - George Benson - Luciano Berio - Leonard Bernstein - Victor Borge - Lucrezia Bori - Eric Burdon - Dave Brubeck - Sandip Burman - Montserrat Caballé - Glen Campbell - Pablo Casals - Chicago - Van Cliburn - Rosemary Clooney - Joe Cocker - Natalie Cole - Judy Collins - Harry Connick Jr. - Barbara Cook - Aaron Copland - Chick Corea - Bill Cosby - Elvis Costello - Sheryl Crow - Miles Davis - Deep Purple - Plácido Domingo - Doobie Brothers - Duran Duran - Jackie Evancho - Horacio Gutiérrez - Crosby, Stills and Nash - Dorothy Dandridge - Jack DeJohnette - Fats Domino - Duran Duran - Bob Dylan - Duke Ellington - Arthur Fiedler - Roberta Flack - Ella Fitzgerald - Renée Fleming - Aretha Franklin - Lady Gaga - George Gershwin - Dizzy Gillespie - Benny Goodman - José Greco - Josh Groban - Buddy Guy - Hall & Oates - Marvin Hamlisch - Herbie Hancock - Isaac Hayes - Jascha Heifetz - Don Henley - Lauryn Hill - John Houseman - Jennifer Hudson - Janis Joplin - The Judds | - Kiri Te Kanawa - The Kingston Trio - Gladys Knight - Diana Krall - Chaka Khan - B. B. King - Patti LaBelle - Peggy Lee - Jerry Lee Lewis - Ramsey Lewis - Lyle Lovett - Patti LuPone - Lynyrd Skynyrd - Yo-Yo Ma - Seth MacFarlane - Maroon 5 - Chuck Mangione - Herbie Mann - Wynton Marsalis - Denis Leonidowitsch Mazujew - Audra McDonald - Sarah McLachlan - Melanie - Yehudi Menuhin - Idina Menzel - Pat Metheny - The Mills Brothers - Joni Mitchell - Moody Blues - Willie Nelson - Aaron Neville - Dolly Parton - Mandy Patinkin - Luciano Pavarotti - Itzhak Perlman - Peter, Paul and Mary - Robert Plant - Bernadette Peters - Oscar Peterson - Billy Preston - Leontyne Price - Procol Harum - Bonnie Raitt - Leon Redbone - Kenny Rogers - Diana Ross - David Sanborn - Carlos Santana - Ravi Shankar - Diane Schuur - Beverly Sills - Paul Simon - Sly & the Family Stone - Stephen Sondheim - Steely Dan - Isaac Stern - Sting - Elaine Stritch - Donna Summer - James Taylor - Train - Ike & Tina Turner - Carrie Underwood - Frankie Valli - Sarah Vaughan - War - Rufus Wainwright - Clara Ward - Dionne Warwick - Orson Welles - John Williams - Tianwa Yang - Frank Zappa |